# Lise Vandecasteele
Lise Vandecasteele, née le 13 novembre 1982 à Wilrijk, est une femme politique belge, membre du Parti du travail de Belgique (PTB).

## Biographie
Lise Vandecasteele nait le 13 novembre 1982 à Wilrijk.
Lors des élections régionales de 2019, elle est élue députée au Parlement flamand.